# Liste der Stadtschreiber von Bern

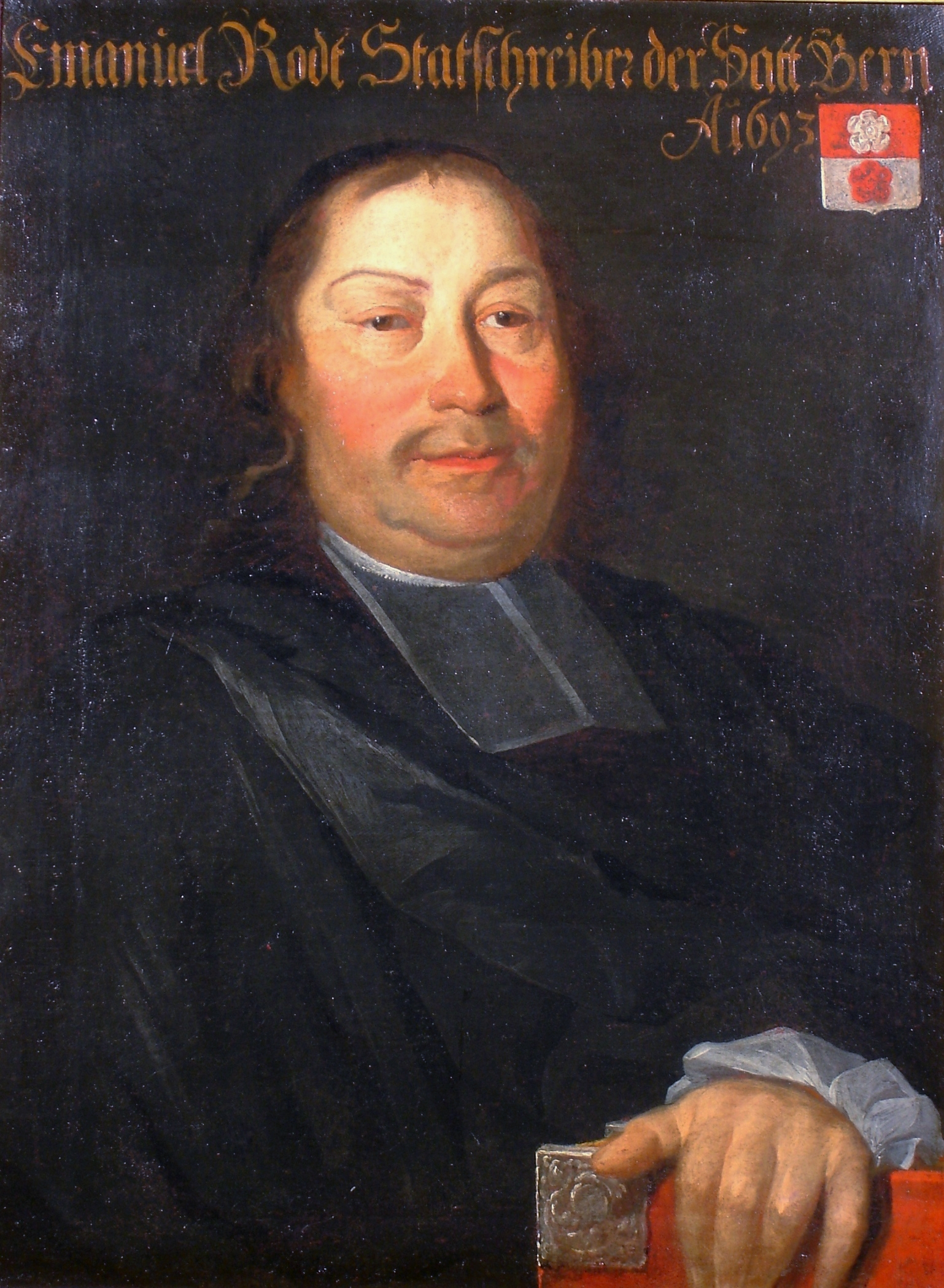
Emanuel Rodt, bernischer Stadtschreiber von 1693–1710, Gemälde von Johann Rudolf Huber (1704)

Der erste quellenmässig bekannte bernische Stadtschreiber war Burchardus, notarius bernensis. Ulrich von Gysenstein wird 1312 als Stettschriber bezeichnet. Der Stadtschreiber war der Leiter der Stadtkanzlei. Er hatte seine Wohnung nach der Reformation im Kanzleigebäude neben dem Rathaus. Der Stadtschreiber bewahrte die städtischen Urkunden auf, führte die obrigkeitlichen Korrespondenzen und schrieb das Protokoll des Kleinen Rates, abwechslungsweise mit dem Ratsschreiber und dem Unterschreiber. In der frühen Neuzeit musste der Stadtschreiber dem Grossen Rat angehören, seit dem 18. Jahrhundert war die Amtszeit auf zwölf Jahre beschränkt. Ungefähr ab der Mitte des 18. Jahrhunderts wurde der Stadtschreiber zunehmend als Staatsschreiber bezeichnet.

## Stadtschreiber bis 1798
| Stadtschreiber           | von  | bis  | Bemerkungen                                          |
| ------------------------ | ---- | ---- | ---------------------------------------------------- |
| Burchardus               | 1263 |      |                                                      |
| Ulricus                  | 1278 |      |                                                      |
| Peter von Gysenstein     | 1295 |      |                                                      |
| Ulrich von Gysenstein    | 1312 |      |                                                      |
| Johannes Graf            | 1351 |      |                                                      |
| Peter                    | 1359 |      | War Stadtschreiber in Solothurn, in Bern ad interim. |
| Johann Bovis             | 1366 |      |                                                      |
| Johann von Kiental       | 1392 | 1396 |                                                      |
| Konrad Justinger         | 1400 |      |                                                      |
| Heinrich Gruber          | 1400 | 1414 |                                                      |
| Heinrich von Speichingen | 1414 | 1439 |                                                      |
| Johannes Blum            | 1439 | 1450 |                                                      |
| Thomas von Speichingen   | 1450 | 1458 |                                                      |
| Niklaus Fricker          | 1458 | 1460 |                                                      |
| Johannes von Kilchen     | 1460 | 1465 |                                                      |
| Niklaus Fricker          | 1465 | 1470 |                                                      |
| Thüring Fricker          | 1470 | 1492 |                                                      |
| Niklaus Schaller         | 1492 | 1524 |                                                      |
| Peter Cyro               | 1525 | 1561 |                                                      |
| Niklaus Zurkinden        | 1561 | 1565 |                                                      |
| Samuel Zurkinden         | 1565 | 1573 |                                                      |
| Vinzenz Dachselhofer     | 1573 | 1574 |                                                      |
| Samuel Zurkinden         | 1574 | 1577 |                                                      |
| Vinzenz Dachselhofer     | 1577 | 1583 |                                                      |
| Johann Kaufmann          | 1589 | 1593 |                                                      |
| Uriel Herport            | 1593 |      |                                                      |
| Jakob Bucher             | 1593 | 1607 |                                                      |
| Hans Sebastian Ryhiner   | 1607 | 1612 |                                                      |
| Jakob Bucher der Jüngere | 1612 | 1617 |                                                      |
| Hans Rudolf Bucher       | 1617 | 1628 |                                                      |
| Abraham Bucher           | 1628 | 1633 |                                                      |
| Niklaus Rodt             | 1633 | 1651 |                                                      |
| Johannes Matthey         | 1651 | 1656 |                                                      |
| Gabriel Gross (I.)       | 1656 | 1679 |                                                      |
| Gabriel Gross (II.)      | 1679 | 1693 |                                                      |
| Emanuel Rodt (I.)        | 1693 | 1710 |                                                      |
| Gabriel Gross (III.)     | 1710 | 1722 |                                                      |
| Franz Ludwig Schöni      | 1723 | 1731 |                                                      |
| Emanuel Rodt (II.)       | 1731 | 1738 |                                                      |
| Samuel Mutach (I.)       | 1738 | 1749 |                                                      |
| Karl Gross               | 1749 | 1756 |                                                      |
| Samuel Kirchberger (I.)  | 1756 | 1760 |                                                      |
| Johann Rudolf Lerber     | 1760 | 1771 |                                                      |
| Samuel Mutach (II.)      | 1771 | 1772 |                                                      |
| Johann Rudolf Mutach     | 1772 | 1784 |                                                      |
| Samuel Kirchberger (II.) | 1784 | 1786 |                                                      |
| Samuel Wyttenbach        | 1786 | 1795 |                                                      |
| Karl Emanuel Morlot      | 1795 | 1798 |                                                      |

Mit der Trennung von Stadt und Kanton Bern nach der Helvetik war der Staatsschreiber für den neu geschaffenen Kanton und der Stadtschreiber für die Stadtgemeinde zuständig.

## Stadtschreiber ab 1803
| Stadtschreiber            | von  | bis  | Bemerkungen |
| ------------------------- | ---- | ---- | ----------- |
| Daniel Samuel Tschiffeli  | 1803 | 1808 |             |
| Samuel Rudolf Stettler    | 1809 | 1816 |             |
| Albrecht Niklaus Zehender | 1817 | 1831 |             |
| Karl Ludwig Wildbolz      | 1833 |      |             |

## Stadtschreiber ab 1832
| Stadtschreiber        | von  | bis  | Bemerkungen            |
| --------------------- | ---- | ---- | ---------------------- |
| Ernst Wyss            | 1872 | 1874 |                        |
| Alphons Bandelier     | 1874 | 1916 | zugleich Stadtarchivar |
| Hans Markwalder       | 1916 | 1950 | zugleich Stadtarchivar |
| Bernhard Wullschleger | 1951 | 1973 | zugleich Stadtarchivar |
| Elsbeth M. Schaad     | 1974 | 1995 |                        |
| Irène Maeder Marsili  | 1996 | 2007 |                        |
| Jürg Wichtermann      | 2008 | 2021 |                        |
| Claudia Mannhart      | 2021 |      |                        |